# قسم علي أباد ملك الريفي (مقاطعة أرسنجان)
قسم علي أباد ملك الريفي (بالفارسية: دهستان علی‌آباد ملک) هي منطقة سكنية تقع في إيران في قسم. يقدر عدد سكانها بـ 8,657 نسمة .